# Francesc Colomer
Francesc Colomer Sánchez (Castellón de la Plana, 11 de diciembre de 1966) es un político español del PSPV-PSOE, tres veces alcalde de Benicasim.

## Trayectoria política
Natural de Benicasim, es licenciado en Filosofía y Ciencias de la Educación (especialidad Filosofía) por la Universidad de Valencia, habiéndose doctorado en Humanidades en 2000 con una tesis sobre Bartolomé de las Casas y la escuela jurídica de Salamanca, por la Universidad Jaime I,con la calificación de sobresaliente cum laude, y máster en Derecho Internacional y Relaciones Internacionales. Tiene experiencia docente en educación secundaria, impartiendo, entre otras, la asignatura de ética, así como la participación como profesor invitado en cursos internacionales de postgrado.
Desde bien joven, coincidiendo con la primera victoria del PSOE y a pesar de que su padre fuera uno de los refundadores de este Partido en Benicasim, fue elegido en 1991, con solo 24 años, alcalde Benicasim, puesto que mantiene hasta 1995.  Más tarde fue Diputado en las Cortes Valencianas, en representación de IU. De allí, pasó al PSOE, en 2003. En 2007 consigue la alcaldía de Benicasim, que mantiene hasta 2011. Desde 2007 hasta 2015 es portavoz del PSPV en la Diputación Provincial de Castellón, y desde 2008, secretario general del PSPV de la provincia de Castellón.

## Alcaldía de Benicasim

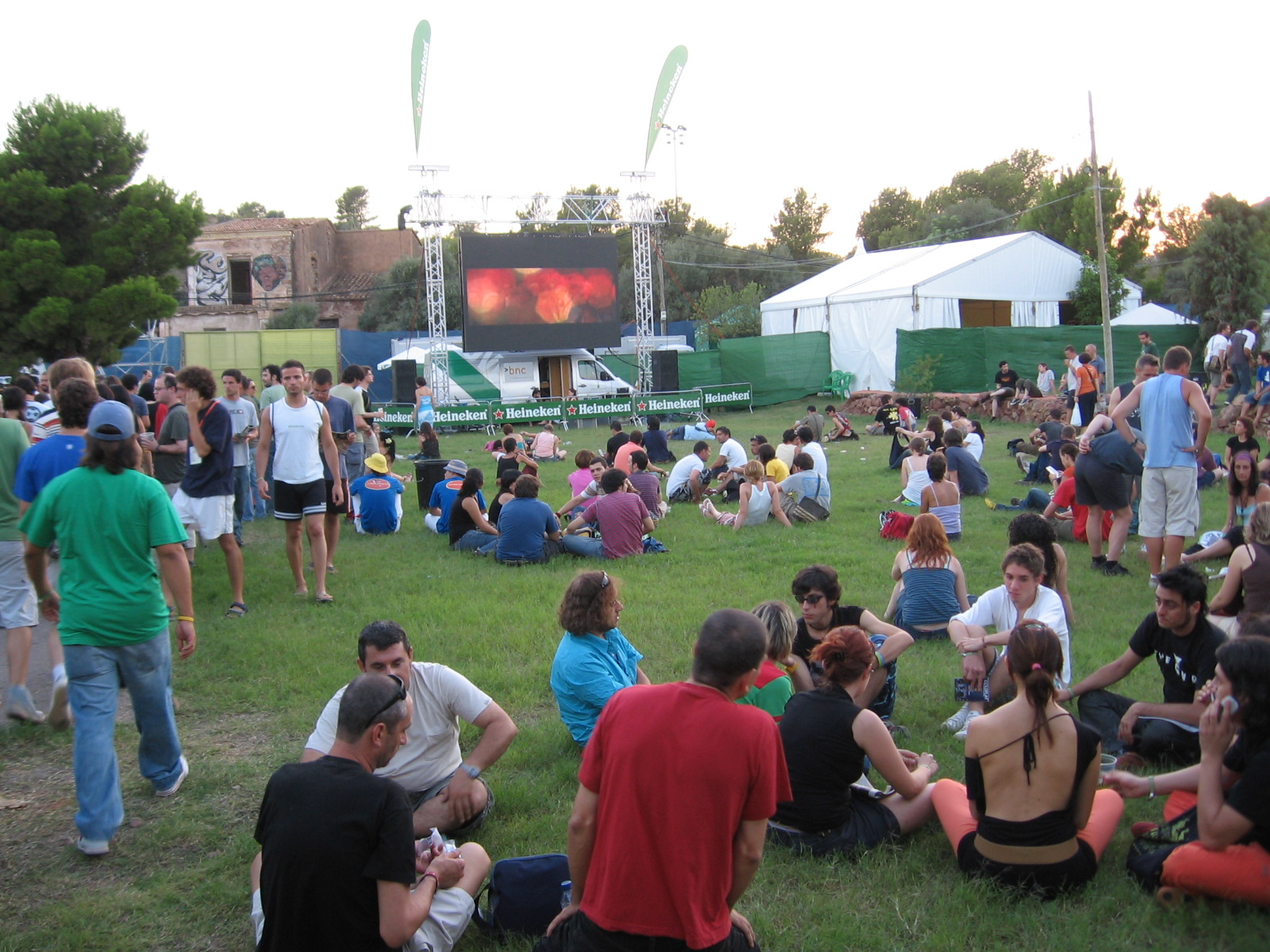
Jóvenes en el FIB 2005

Durante sus periodos de gobierno municipal en Benicasim caben destacar diversos hitos: PGOU que sienta las bases de un Benicasim moderno y sostenible, el paseo marítimo y regeneración del litoral , Teatro-cine Municipal, dos escuelas infantiles, Centro de Conocimiento y Empleo, Instituto de Secundaria y Bachillerato, Escuela Taller del Desert de les Palmes, Nuevas instalaciones deportivas como el campo de fútbol de la Carrerasa. 
En su haber como alcalde en diversos momentos se dan inicio a los dos grandes festivales que tiene Benicasim y le dan renombre universal: el Festival Internacional de Benicasim, que se realiza a mediados de julio,  y el Rototom Sunsplash, uno de los más importantes eventos reggae. mundiales Creador del Festival de Ópera para todos los públicos y del desaparecido Festival de la Paz, el Festival de Teatro con Buen Humor.

## Diputación de Castellón
Como portavoz del Grupo Socialista de la Diputación Provincial hay que decir que Francesc Colomer ha ejercido una oposición firme y contundente frente a Carlos Fabra.  
Pese a ello, Francesc Colomer ha destacado por el sentido positivo y propositivo de su acción política, demostrada en la presentación de más de 200 mociones sobre los más diversos temas de interés para la provincia. Su empeño en la elaboración de un modelo alternativo para la propia institución y una propuesta de cambio para el conjunto de la Provincia, y un nuevo orden económico, social y cultural, acabó plasmado en la Conferencia "El Castelló que jo veig", presentado ante la sociedad civil provincial con gran éxito de afluencia y repercusión en los medios y la vida política de Castellón.

## Actividad parlamentaria
Como parlamentario ha intervenido en innumerables ocasiones, debates e iniciativas, destacando su labor como portavoz de turismo y la participación en la elaboración de distintas leyes, tales como la Ley de turismo o la Ley de Patrimonio cultural.